# Montecatini Sporting Club 1987-1988
Questa voce raccoglie le informazioni riguardanti il Montecatini Sporting Club nelle competizioni ufficiali della stagione 1987-1988.

## Stagione
La stagione 1987-88 del Montecatini Sporting Club, sponsorizzata Sharp, è stata la prima in Serie A2, il secondo livello della pallacanestro italiana.
Il Palavinci, palazzetto cittadino che ospitava le partite casalinghe fino ad allora, era troppo piccolo per ospitare gli incontri della Serie A2. Quindi, in attesa della costruzione di un nuovo impianto, la squadra dovette trasferirsi al Palatagliate di Lucca.
Le regole consentivano di avere in squadra due giocatori non italiani, cosa che in Serie B non era possibile. Quindi, Rod Griffin, 17° scelta assoluta al Draft NBA nel 1978 e con esperienze alla Libertas Forlì e alla Libertas Livorno, e Andro Knego, medaglia d'oro a Mosca 1980 ed ex Cibona Zagabria alla prima esperienza in Italia, sono la prima coppia di stranieri della storia di Montecatini. Per quanto riguarda gli italiani, ci fu la conferma di gran parte della rosa che aveva ottenuto la promozione la stagione precedente, soprattutto Mario Boni, Andrea Niccolai, reduce dal canestro da oltre metà campo contro Perugia che ha sancito la storica promozione e ormai convocato regolarmente in nazionale, Carlo Marchi e Stefano Maguolo. A questi si aggiungono giovani provenienti dal settore giovanile di Montecatini.
Dopo un inizio difficile, con 4 sconfitte nelle prime 4 partite, la squadra inizia a ingranare, vincendo 15 partite delle successive 18, tra cui il primo derby in A2 contro Pistoia. A fine campionato si classifica quarta con 36 punti e può così partecipare ai play-out per ottenere la promozione in A1. In un girone molto combattuto, composto da 6 squadre, si mantiene matematicamente in gioco per la promozione fino all'ultima partita, persa in casa della Benetton Treviso per 71-74, chiudendo il Girone Giallo al quinto posto, con 5 vittorie e altrettante sconfitte.
Per la formazione rossoblù è anche la prima partecipazione alla Coppa Italia. Perde in casa nel primo turno, ovvero i sedicesimi di finale, contro la Allibert Livorno, per 83-88.

## Roster
| Sharp Montecatini 1987-88 | Sharp Montecatini 1987-88 |
| Giocatori                 | Staff tecnico             |
| ------------------------- | ------------------------- |

| N. | Naz.                   | Ruolo | Nome               | Anno | Alt.   | Peso   |  |
| -- | ---------------------- | ----- | ------------------ | ---- | ------ | ------ |  |
|    | Italia (bandiera)      | C     | Cesare Amabili     | 1970 | 205 cm | 98 kg  |  |
|    | Italia (bandiera)      | GA    | Mario Boni         | 1963 | 200 cm | 100 kg |  |
|    | Italia (bandiera)      | PG    | Stefano Briga      | 1964 | 185 cm |        |  |
|    | Italia (bandiera)      |       | Simone Cei         | 1969 |        |        |  |
|    | Stati Uniti (bandiera) | AG    | Rod Griffin        | 1956 | 201 cm | 98 kg  |  |
|    | Italia (bandiera)      |       | Franco Ingrosso    | 1965 |        |        |  |
|    | Croazia (bandiera)     | C     | Andro Knego        | 1956 | 206 cm | 96 kg  |  |
|    | Italia (bandiera)      | A     | Stefano Maguolo    | 1961 |        |        |  |
|    | Italia (bandiera)      | P     | Carlo Marchi       | 1960 |        |        |  |
|    | Italia (bandiera)      | G     | Andrea Niccolai    | 1968 | 196 cm | 93 kg  |  |
|    | Italia (bandiera)      |       | Antonio Paolini    | 1965 |        |        |  |
|    | Italia (bandiera)      |       | Stefano Pellegrini | 1969 |        |        |  |
|    | Italia (bandiera)      |       | Aleandro Roncarà   | 1967 |        |        |  |

| Allenatore                                       |
| - Massimo Masini                                 |
| Assistente/i                                     |
| - Marcello Billeri Legenda - (C) Capitano Roster |